# Fiendens Musik
Fiendens Musik är ett rockband som bildades i Lund 1977 av Mats Zetterberg och Mats Bäcker.
Rockbandet, som uppstod som ett rent coverband, utvecklades snabbt när man började skriva egna låtar, inspirerade av den tidiga punken, pubrock och New Wave. Den första singeln, "En spark rätt i skallen" (Jönsson/Schiffman) gavs ut på skivbolaget Bellatrix i Malmö och innebar bandets genombrott. Fiendens Musik stod mellan den gamla svenska musikrörelseproggen och den nya fräscha punken. Scenframträdandena präglades av högt tempo, snabba låtar, slamrande gitarrer, brölande sax och en febril scenshow med musiker som bokstavligen ramlade över varandra. Fiendens Musik spelade tillsammans med band som Ebba Grön, Dag Vag, Grisen Skriker, TT Reuter och andra i den punkrörelse som de inte tillhörde musikaliskt, men däremot sympatiserade med.
Bandet gjorde under kort tid fyra singlar och två album, samtliga producerade av Dan Tillberg på Bellatrix.
Bandets sättning varierade något, men de viktigaste medlemmarna var Mats Zetterberg, sång, Harry Schiffman, gitarr, Mats Bäcker, saxofon, Peter Kempinsky, gitarr, Ulf Karlberg, bas, Ingvar "Krupa" Nilsson, trummor, samt Karl G Jönsson, texter och design. Låtarna skrevs vanligen av Jönsson/Schiffman eller Zetterberg/Schiffman. Bandets namn avser att kritisera skriften "Folket har aldrig segrat till fiendens musik" vilken utgavs av det maoistiska Oktoberförlaget samma år som bandet bildades. 
Fiendens Musik återuppstod på 2000-talet med sättningen Mats Zetterberg, sång, Harry Schiffmann och Björn Almquist, gitarrer, Ulf Karlberg, bas och Ingvar "Krupa" Nilsson, trummor. 2015 ersattes Björn Almquist av Mikael Bogarve. Sedan 2015 spelar originaluppsättningen av Fiendens Musik.
År 2021 gav Karl G Jönsson ut boken "En spark rätt i skallen" (Helium Press) om bandet och den livaktiga Lundascenen 1977-1981. https://heliumpress.se/bocker/en-spark-ratt-i-skallen/

## Diskografi
- En spark rätt i skallen/Du går aldrig säker för Fiendens Musik (singel) 1978
- Pappa har alltid haft rätt (singel) 1979
- Moderata brudar (singel) 1979
- Musik mot gryningen (singel) 1980
- A Boot Right in the Face (singel) 2014
- Fiendens Musik (LP) 1979
- Häftiga hästen (LP) 1980
- Fiendens Musik: 17 sparkar rätt i skallen (återutgivning av debutalbumet med extra bonusspår på CD 2004)
- Häftiga Hästen (återutgivning på CD 2013)